# Austroarcturus foveolatus
Austroarcturus foveolatus är en kräftdjursart som beskrevs av Brian Frederick Kensley 1975. Austroarcturus foveolatus ingår i släktet Austroarcturus och familjen Holidoteidae. Inga underarter finns listade i Catalogue of Life.